# María Soledad de Nuestra Señora
María Soledad García Beroiz  (*San Sebastián, 21 de febrero de 1932 - † Lima, 21 de septiembre de 2018), también llamada Madre Soledad de Nuestra Señora de Guadalupe, fue una religiosa española de vida contemplativa, perteneciente a la orden de Carmelitas Descalzas. Desde el 16 de septiembre de 1966 radica en Lima como superiora del Monasterio de Nazarenas, guardianas del culto al Señor de los Milagros. En octubre de 2016 fue distinguida por el Congreso del Perú y, más tarde, condecorada con la Orden del Sol en el Grado de Comendador por realizar apoyos humanitarios en el país.

## Condecoraciones
- Comendadora de la Orden El Sol del Perú (2016).